# گورستان اسلامی دیزگاه ۲
گورستان اسلامی دیزگاه ۲ مربوط به دوره قاجار است و در شهرستان طوالش، بخش مرکزی، روستای دیزگاه واقع شده و این اثر در تاریخ ۱۹ مرداد ۱۳۸۴ با شمارهٔ ثبت ۱۲۸۱۸ به‌عنوان یکی از آثار ملی ایران به ثبت رسیده است.